# Bert Kuiper
G.J. (Bert) Kuiper (Arnhem, 2 februari 1946) is een Nederlands politicus van het CDA.
Hij is opgeleid aan de uts (voorloper van de mts) en is tien jaar werkzaam geweest in de wegenbouw. Rond 1980 werd hij wethouder van cultuur, recreatie, sport en jeugdzaken in zijn geboorteplaats Arnhem, en daarnaast bleef hij leiding geven aan het door hem opgerichte bedrijf wat zich bezighield met de kwaliteitscontrole van asfaltwegen. Eind 1985 werd Kuiper burgemeester van Muiden en vanaf oktober 1990 was hij de burgemeester van Skarsterlân wat hij  bleef tot zijn pensionering begin 2011.
Kuiper is beschermheer van Muziekvereniging Crescendo Muiden.